# Kuprejówka
Kuprejówka (biał. Купрэеўка, Kuprejeuka; ros. Купреевка, Kupriejewka) – dawna wieś na Białorusi, w obwodzie homelskim, w rejonie wieteckim, około 5 km na wschód od Wietki.
W wyniku katastrofy w elektrowni jądrowej w Czarnobylu i skażenia promieniotwórczego mieszkańcy wsi zostali przesiedleni.
Wieś została oficjalnie zlikwidowana w 2011 roku.